# Karpatiska nationalparken
Karpatiska nationalparken (ukrainska: Карпатський національний природний парк) är en nationalpark i provinsen Ivano-Frankivsk i Ukraina. Den ligger i Karpaterna i landets sydvästra del och inrättades den 3 juni 1980. Karpatiska nationalparken är landets äldsta nationalpark och dess administrativa centrum ligger i staden Jaremtsje.
Parken är 515,5 kvadratkilometer stor och på parkens gräns ligger Hoverla som är Ukrainas högsta bergstopp. Landskapet kännetecknas av bergsskogar och bergsängar. De vanligaste träden är silvergran (Abies alba), bok (Fagus sylvatica) och granar (Picea). I parken förekommer 80 växtarter som är förtecknade i Ukrainas nationella rödlista och tre växter från den europeiska rödlistan – en från lokasläktet (Heracleum), en från lungörtssläktet (Pulmonaria) och en från vivesläktet (Primula).
Till nationalparkens fauna hör 114 fågelarter, 56 däggdjursarter, 11 fiskarter, 10 groddjur och 7 kräldjur.